# Ramaria nanispora
Ramaria nanispora är en svampart som beskrevs av R.H. Petersen & M. Zang 1989. Ramaria nanispora ingår i släktet Ramaria och familjen Gomphaceae.   Inga underarter finns listade i Catalogue of Life.